# Long May You Run
| Recensione | Giudizio |
| ---------- | -------- |
| AllMusic   |          |

Long May You Run è un album della Stills-Young Band, guidata da Stephen Stills e Neil Young, già membri dei Buffalo Springfield e del supergruppo Crosby, Stills, Nash & Young. Si vuole ricreare uno spirito di amarcord tra due vecchi amici.
Il contributo di Young è di cinque canzoni, Stills ne firma quattro e ogni brano è frutto di uno dei due autori, ma c'è poca collaborazione tra i due, essendo un album poco autobiografico.
L'album raggiunse la posizione #26 delle classifiche statunitensi.

## Tracce
Lato A
Testi e musiche di Neil Young e Stephen Stills.
1. Long May You Run – 3:52 (Neil Young)
2. Make Love to You – 5:09 (Stephen Stills)
3. Midnight on the Bay – 4:00 (Neil Young)
4. Black Coral – 4:41 (Stephen Stills)
5. Ocean Girl – 3:18 (Neil Young)

Durata totale: 21:00
Lato B
Testi e musiche di Neil Young e Stephen Stills.
1. Let It Shine – 4:41 (Neil Young)
2. 12/8 Blues (All the Same) – 3:43 (Stephen Stills)
3. Fontainebleau – 3:59 (Neil Young)
4. Guardian Angel – 5:47 (Stephen Stills)

Durata totale: 18:10

## Formazione
- Neil Young - chitarra, pianoforte, armonica, sintetizzatore (string synthesizer), voce
- Stephen Stills - chitarra, pianoforte, voce
- Joe Lala - percussioni, accompagnamento vocale
- Jerry Aiello - organo, pianoforte
- George "Chocolate" Perry - basso, accompagnamento vocale
- Joe Vitale - batteria, flauto, accompagnamento vocale

Note aggiuntive:
- Stephen Stills, Neil Young e Don Gehman - produttori
- Tom Dowd - produttore associato
- Registrato al Criteria Recording Studios di Miami, Florida
- Don Gehman - ingegnere della registrazione
- Michael Lasko e Steve Hart - assistenti ingegnere della registrazione
- Mixaggio effettuato da: Stephen Stills, Neil Young, Don Gehman e Alex Sadkin

Ringraziamenti:
- Guillermo Giachetti
- Jerry Cooking
- The Evening Coconut
- Brad Richardson[3]